# (5576) Albanese
(5576) Albanese (1986 UM1) – planetoida z pasa głównego asteroid okrążająca Słońce w ciągu 4,59 lat w średniej odległości 2,76 j.a. Odkryta 26 października 1986 roku.